# Not Shy (sång)
"Not Shy" är en låt framförd av den sydkoreanska tjejgruppen Itzy. Den gavs ut som singel från deras EP med samma namn den 17 augusti 2020 genom JYP Entertainment. Låten är komponerad av Kobee och Charlotte Wilson medan J.Y. Park "The Asiansoul" skrev texten. Musikaliskt sett är "Not Shy" en R&B trap-dance-låt med influenser från hiphop, pop och karibisk musik.

## Mottagande
Time kallade "Not Shy" för en av de låtarna som definierade 2020 och hyllade användandet av saxofon, rappt trummande och "gruppens tuffa utstrålning", samt hur gruppen hade etablerat en "repertoar av hymner om självförtroende på så kort tid sedan de debuterade 2019".

## Medverkande
Information från Melon.

- Itzy – sång
- Park Jin-young – sångtext, arrangemang
- Sophia Pae – engelsk sångtext, sångcoach, sångtekniker
- Charlotte Wilson — komposition
- Earattack — arrangemang
- Kobee — komposition, arrangemang, sångcoach, synthesizer, fagott, trummor, programmering
- Perry (PERRIE) — sångcoach
- Eunjung Park — ljudtekniker
- Manny Marroquin — ljudmix
- Robin Florent — ljudmix
- Chris Galland — assistent
- Jeremie Inhaber — assistent
- Zach Pereyra — assistent
- Chris Gehringer — assistent